# Miss 'Arabian Nights'
Miss 'Arabian Nights' è un cortometraggio muto del 1913 diretto da Oscar Eagle.

## Trama
La ricca e giovane Barbara Dean non è soddisfatta della sua vita: di carattere solitario, si inventa  una nuova personalità, quella di Emily Stanton, scrittrice in cerca di affermazione che vive poveramente, in una casa piena di giovani intellettuali di belle speranze che non sono ancora riusciti a raggiungere il successo. A loro insaputa, lei spiana la strada a due dei giovani artisti. Finanzia una commedia che diventa uno dei grandi successi dell'anno, rende possibile il matrimonio tra due innamorati e aiuta un inventore, di cui è innamorata, a vedere riconosciuti i suoi meriti. L'incantesimo si rompe quando il suo lui, sentendosi sminuito nell'orgoglio, scopre la sua vera identità. Ma l'ostacolo viene alla fine superato e la signorina Haroun Al Raschid ritorna alla sua lussuosa residenza spiritualmente più ricca di quanto sia mai stata prima.

## Produzione
Il film fu prodotto dalla Selig Polyscope Company.

## Distribuzione
Venne distribuito dalla General Film Company.